# Saison 5 de Sons of Anarchy
Chronologie
Saison 4 Saison 6
Cet article présente le guide des épisodes de la cinquième saison de la série télévisée américaine Sons of Anarchy.

## Distribution

### Acteurs principaux
- Charlie Hunnam : "Jax" Jackson Teller
- Katey Sagal : Gemma Teller Morrow
- Mark Boone Junior : "Bobby" Robert Munson
- Dayton Callie : Wayne Unser
- Kim Coates : "Tig" Alex Trager
- Tommy Flanagan : "Chibs" Filip Telford
- Ryan Hurst : "Opie" Harry Winston (épisodes 1 à 4)
- Theo Rossi : "Juice" Juan Carlos Ortiz
- Maggie Siff : Dr Tara Knowles-Teller
- Ron Perlman : "Clay" Clarence Morrow

### Acteurs récurrents
- Sonny Barger : Lenny Janowitz
- Michael Beach : T.O. Cross
- Billy Brown : August Marks
- Olivia Burnette : la sans-abri
- Kenneth Choi : Henry Lin
- Rusty Coones : Rane Quinn
- Merle Dandridge : Rita Roosevelt
- Drea De Matteo : Wendy Case
- Rockmond Dunbar : Eli Roosevelt
- Reynaldo Gallegos : Fiasco
- Chris Browning : Gogo
- LaMonica Garrett : le sherif adjoint Cane
- Walton Goggins : Venus Van Dam
- Jeff Kober : Jacob Hale Jr
- David Labrava : Happy Lowman
- Donal Logue : Lee Toric
- Benito Martinez : Luis Torres
- Mo McRae : Tyler Yost
- Rachel Miner : Dawn Trader
- Timothy V. Murphy : Galen O'Shay
- Dave Navarro : Arcadio Nerona
- Niko Nicotera : Ratboy
- Michael Marisi Ornstein (en) : Chucky
- Chris Reed : Philip « Filthy Phil » Russell
- Kristen Renton : Ima Tite
- Emilio Rivera : Marcus Alvarez
- Wally Rudolph : V-Lin
- Bob Rusch : Skeeter
- McNally Sagal : Margaret Murphy
- Jimmy Smits : Nero Padilla
- Gylberto Eusebio : Lucius Padilla
- Kurt Sutter : Otto Delaney (non crédité)
- Danny Trejo : Romero « Romeo » Parada
- Robin Weigert : Ally Lowen
- Jeff Wincott : Jimmy Cacuzza
- Winter Ave Zoli : Layla Winston

### Invités
- Marshall Allman : Devin Price (épisode 5)
- Freddy Andreiuci : Petey (épisode 9)
- B. J. Britt : Darnell (épisodes 1 et 2)
- Chris Browning (en) : GoGo (épisodes 1 à 7)
- Kurt Caceres : Renaldo (épisodes 7 et 11)
- Jack Conley : le sergent Mackey (épisodes 3 et 6)
- Wanda De Jesus : Carla (épisodes 1 à 4, 6)
- Bruce Gray : le docteur Hacker (épisode 6)
- Brad Grunberg : Allen Biacone (épisode 5)
- Bruno Gunn : un gardien (épisode 3)
- Scott Lawrence : l'adjoint du procureur (épisodes 12 et 13)
- Joel McHale : Warren (épisodes 6 et 7)
- Peter Onorati : Leo Pirelli (épisode 9)
- Jorge Pallo : Lupe (épisodes 4 et 11)
- Harold Perrineau : Damon Pope (épisodes 1 à 3, 6, 8, 10, 12 et 13)
- Chanel Preston : une actrice porno (épisode 2) (non créditée)
- Tara Summers : Karen Dunhill (épisodes 10 et 11)
- Ashley Tisdale : Emma Jean (épisodes 3 et 4)
- Kurt Yaeger (en) : Greg « The Peg » (épisodes 1 et 2, 4 à 7)
- Chuck Zito : Frankie Diamonds (épisodes 1 et 2, 4 à 9)

## Résumé
La saison s'ouvre avec Jax président : Opie ne s'étant pas présenté, il choisira Bobby en tant que VP (Vice Président). Chibs sera son bras droit, ce qui réduit les prérogatives de Tig. De nouveaux personnages font leur apparition : Damon Pope, baron de la drogue et gangster respecté autant que craint, dont la soif de vengeance est dirigée vers Tig, accidentellement responsable de la mort de sa fille Veronica. Nero Padilla, responsable d'un business de prostitution, qui rencontre Gemma dans l'épisode 1 après que celle-ci ait couché avec lui à la suite d'une soirée arrosée. Nero et Gemma tombent amoureux, mais Jax leur interdit de vivre leur romance dès qu'il est amené à traiter avec Nero. Nero a un fils handicapé et son but premier est de fuir Charming et le monde des gangs dont il a fait partie : Jax lui propose d'ouvrir un business de prostitution à Diosa et d'en partager les bénéfices, après que le business de Nero a dû fermer. Damon Pope, pour se venger de Tig, fait brûler vive Dawn, la fille de ce dernier, devant ses yeux impuissants. C'est la première scène marquante de la saison.
De son côté, Clay désire toujours récupérer le marteau : il recrute des Nomades, Frankie, Greg et Gogo, auxquels il promet de l'argent en échange d'agressions qu'ils devront perpétrer à Charming. L'objectif est de déstabiliser Jax et de faire porter la suspicion sur le club. Mais
Rita, la femme du chef de la police Eli Roosevelt, est accidentellement tuée lors de l'une de ces attaques. L'étau se resserre autour de Clay : il est soupçonné par Unser, et encore plus fortement par Jax et Bobby, d'autant plus lorsque Frankie le balance avant d'être tué. Eli et Jax concluent un accord : Jax doit livrer Frankie vivant au policier, et Eli lui révélera le nom de la taupe au sein du MC. Mais Jax ne peut empêcher la mort de Frankie. Eli est furieux en découvrant le cadavre de Frankie, mais Jax lui explique qu'il va trouver des preuves pour incriminer Clay, le vrai responsable. Jax, devant le refus d'Eli de livrer la taupe, explique qu'il la connaît déjà, par déduction : il s'agit de Juice.
Un autre danger menace le club : le dossier RICO, qui repose sur le seul témoignage d'Otto. Pour persuader Otto de retirer son témoignage, Tara va faire du bénévolat à la prison et maquille l'état de santé d'Otto. La première visite est tendue, mais lorsque Tara revient avec un flacon du parfum de Luann, son épouse défunte, Otto semble apprivoisé : il demande même à Tara de mettre du parfum sur son poignet, approche son nez, et commence à se masturber. Il pleure ensuite dans les bras de Tara. Pensant l'avoir amadoué, Tara décide d'accéder à la demande d'Otto, qui lui réclame, en toute illégalité, un crucifix que portait Luann. Avec l'aide de Gemma, Tara retrouve l'objet et le donne à Otto, qui l'utilise pour tuer sauvagement Pamela Toric, une infirmière devant les yeux paniqués et les cris de Tara. Tara comprend rapidement le piège dans lequel elle vient de tomber : en commettant un crime, Otto a sauvé le club puisque ses témoignages n'ont plus la moindre crédibilité. Mais il voulait blesser Jax et le MC, qu'il blâme toujours, en touchant Tara et en la rendant potentielle complice d'un meurtre. Seulement, le frère de l'infirmière, Lee Toric, est un ancien US Marshall, extrêmement violent, qui menace Tara. Il semble prêt à tout pour obtenir la vérité et venger sa sœur.
Au début de la saison, Jax et Chibs sont arrêtés, des témoins les ayant vus abattre des Niners. Tig est également arrêté, des témoins l'ayant vu renverser la fille de Damon Pope. Après s'être cachés chez Nero Padilla, les trois Sons décident de se rendre. Au moment où Roosevelt les embarque devant le garage, Opie se présente et frappe le policier. Il est également arrêté, c'était là sa volonté : Opie marque son retour auprès de ses frères, qu'il va accompagner en prison. Là, les Sons sont à la merci de Damon Pope, qui demande à voir Jax. Les deux hommes concluent un accord : Jax propose un pourcentage de son trafic avec le cartel de Pope, Pope fait libérer les Sons. Mais Pope en demande plus : il veut Tig en prison jusqu'à la fin de ses jours, et la mort d'un Sons en contrepartie de la mort de l'un de ses hommes. Jax accepte, évidemment contrarié, mais demande un délai pour Tig : il le livrera à Pope quand il n'en aura plus besoin, mais il compte l'utiliser jusque-là pour qu'il appuie toutes ses décisions lors des votes à la table. Pope accepte. L'un des gardiens de la prison somme Jax de dire le nom du Sons qui doit mourir : le choix est impossible à faire, mais Opie s'auto-désigne en se jetant sur les gardiens. Jax tente de l'en empêcher, mais il est trop tard. Opie est lancé dans une pièce sombre, seul. Ses frères le voient à travers une vitre. Quatre hommes entrent et l'attaquent. Opie est massacré à coups de tuyau.
De son côté, Gemma n'est pas au mieux : alors que Tara l'avait enfin autorisée à s'occuper d'Abel et Thomas, elle s'endort au volant sous l'effet de la drogue, et percute un arbre. Les enfants sont légèrement
blessés, mais Jax et Tara entrent dans une colère noire, d'autant plus que Gemma commence par mentir en affirmant qu'elle a été percutée volontairement par un autre véhicule. Ils décident de l'éloigner définitivement des enfants, mais Jax profite de la situation : il contraint sa mère à simuler une reprise de sa relation amoureuse avec Clay dans le but d'obtenir des preuves de son implication dans les attaques des Nomades, après quoi elle pourra prétendre retrouver sa place dans la famille. Gemma accepte et Clay n'y voit que du feu. Jax, de plus en plus manipulateur, se sert aussi de Juice : très proche de Clay, ce dernier avoue à Jax qu'il a tué un autre Sons et trahi le club sous la pression de l'agent Roosevelt. Jax menace de tout révéler à la table si Juice ne se met pas lui aussi en quête de preuves incriminant Clay.
Bobby, le VP, est le premier à tenter de remettre Jax sur les rails : il lui fait part à nombreuses reprises de son excès de violence, notamment lorsqu'il massacre le gardien responsable selon lui de la mort d'Opie. Bobby tente tout au long de la saison de raisonner Jax, mais plus les épisodes se déroulent, plus Jax semble agir seul. Pour empêcher Jax de tuer Clay, Bobby précipite l'exclusion de celui-ci des Sons of Anarchy : il conclut un accord avec l'ancien président, qui doit tout avouer à la table de ses erreurs passées, y compris son implication dans les attaques de Nomades. En échange, Bobby promet de bloquer le vote de sa mise à mort, obligatoirement à l'unanimité. Clay accepte, et Bobby remplit sa part du contrat, ce qui met Jax dans une rage incontrôlable, au point qu'il se jette sur Clay et le frappe. Clay n'est plus un membre des Sons of Anarchy et se dirige vers une porte de sortie à Belfast. Il fait part à Gaalan O'Shay de son envie de monter son propre groupe en Europe. Gaalan, très attaché à Clay, lui propose de partir en avion avec lui.
Dans le dernier épisode, il est temps pour Jax de livrer Tig à Pope. Le rendez-vous est fixé, et comme convenu, Jax remplit sa part du contrat. Tig est abasourdi, enrage, maudit Jax, et est emmené par les hommes de Pope vers une grange où il va vraisemblablement être torturé et tué. Mais Jax avait caché un silencieux dans sa moto. Il retourne dans la grange et abat tous les hommes de Pope. Tenant ce dernier en joue, il libère Tig, et lui offre la possibilité d'abattre l'homme qui a brûlé vive sa propre fille. Tig ne se fait pas prier et tue Damon Pope. Tig reconnaît le pistolet : il s'agit de l'arme de Clay, qu'il avait innocemment confiée à Juice. On comprend alors que Juice a également participé au plan. En sauvant Tig, Jax a réussi à piéger Clay. Eli retrouve l'arme sur les lieux et Clay est embarqué, lâché par Gemma qui ment délibérément pour ruiner toute possibilité d'alibi. Lee Toric, après avoir menacé Tara au sujet de la déposition d'Otto, de laquelle il espère la vérité sur la mort de sa sœur, assiste impuissant à l'extinction de ses espoirs : Otto parvient à s'arracher la langue et la jette contre la vitre d'où Toric l'observe. Il ne dira plus rien.
Le dernier rebondissement a lieu quand Tara est arrêtée par l'agent Roosevelt pour complicité de meurtre. Plus tôt, Gemma l'avait prévenue que si elle quittait Charming, elle n'hésiterait pas à dire à la police que Tara lui a demandé le crucifix qui a servi aux méfaits d'Otto, et qu'elle avait pleinement conscience de ce qu'il allait en faire. Or Tara, dont la blessure à la main sera entièrement guérie d'ici six mois, venait d'accepter un poste dans l'Oregon et était bien décidée, même contre l'avis de Jax, à y emmener Abel et Thomas afin de les éloigner du danger représenté par la vie de SAMCRO. On peut supposer que Gemma est derrière cette arrestation, d'autant plus lorsqu'on la voit ensuite aux côtés de Jax et des enfants, montrant qu'elle reprend sa place. Jax, qui avait assuré Tara qu'elle ne serait pas arrêtée, est désavoué. Les derniers instants de la saison 5 montrent Bobby rendre seul son patch de Vice-Président.

## Épisodes

### Épisode 3:Le Sacrifié
Les tensions entre Tara et Gemma se font de plus en plus ressentir, au point de ramener une vieille connaissance dans la vie de Tara qui ne sera pas la bienvenue...
Clay demande un lourd service à Juice afin de lui ramener des informations concernant la nouvelle vie de Gemma. 

### Épisode 9:La Traque
Les Sons partent à la recherche de Frankie Diamonds car celui-ci aurait beaucoup de révélations à faire.